# Буїтраго-дель-Лосоя
Буїтраго-дель-Лосоя (ісп. Buitrago del Lozoya) — муніципалітет в Іспанії, у складі автономної спільноти Мадрид. Населення — 2068 осіб (2010).
Муніципалітет розташований на відстані близько 65 км на північ від Мадрида.
На території муніципалітету розташовані такі населені пункти: (дані про населення за 2010 рік)
- Буїтраго-дель-Лосоя: 2068 осіб
- Ріосекільйо: 0 осіб

## Демографія
Динаміка населення (INE ):

## Галерея зображень

Розташування муніципалітету у автономній спільноті Мадрид
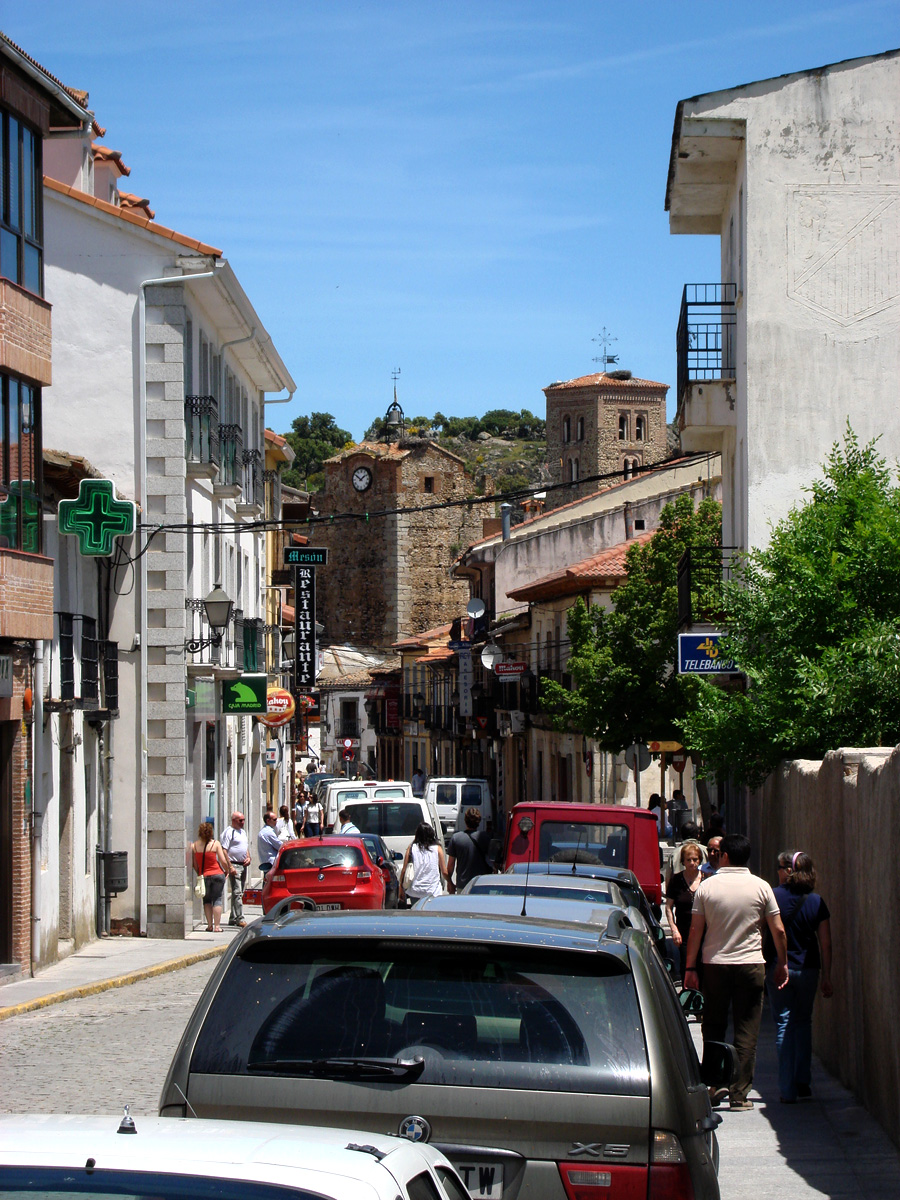
Кальє-Реаль, Буїтраго-дель-Лосоя
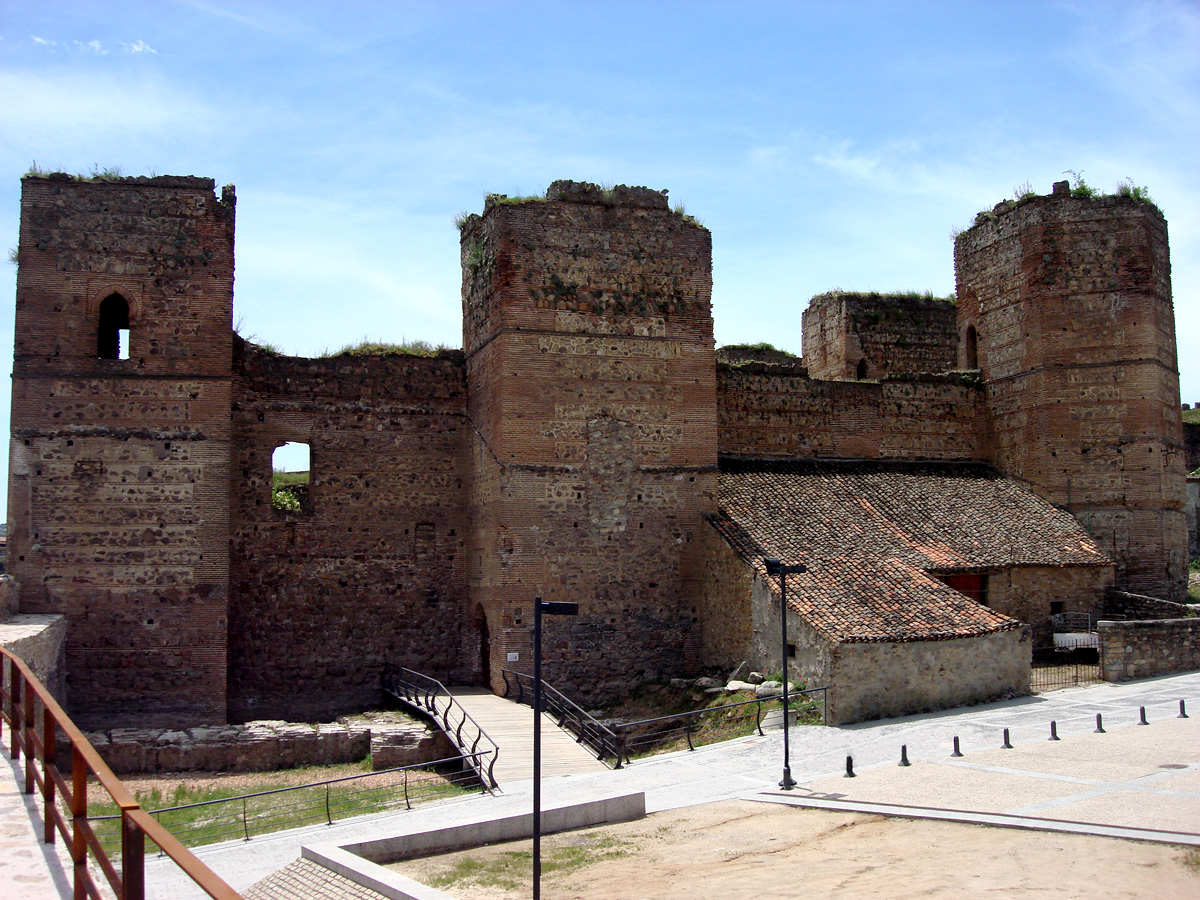
Замок Буїтраго-дель-Лосоя
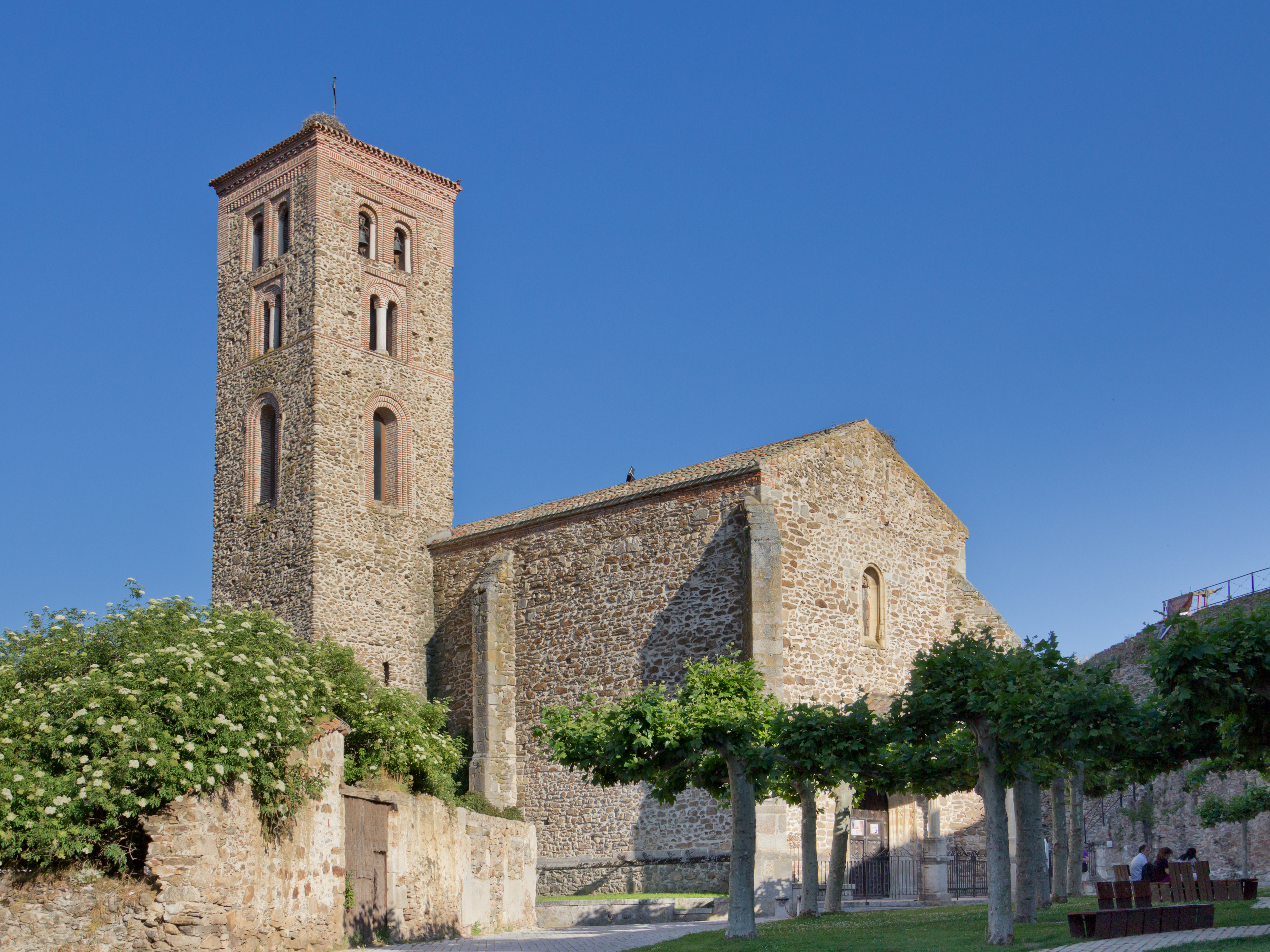
Церква Санта-Марія-дель-Кастільйо